# محسن رائی
محسن راثی معروف به دکتر محسن راثی(متولد ۱۳۳۱ - میاندوآب) نماینده سه دوره مردم میاندواب -آذربایجان غربی در مجالس اول، دوم، چهارم بود.
| دوره نمایندگی | تعداد رای | درصد آراء |
| ------------- | --------- | --------- |
| اول           | ۳۱٬۱۶۸    | ۴۴٫۳      |
| دوم           | ۷۱٬۴۲۵    | ۶۶        |
| چهارم         | ۵۳٬۵۶۸    | ۴۳٫۹      |

محسن راثی دارای گرایش‌های اصلاح طلبانه می‌باشد و در انتخابات دوره هشتم مجلس شورای اسلامی نامزد حزب اعتماد ملی بود.

## فعالیت‌های علمی
محسن راثی دارای مدرک دکترا در ادبیات زبان فارسی است و از بنیانگذاران قطب علمی تاریخ ادبیات زبان فارسی در دانشکده ادبیات و علوم انسانی دانشگاه شهید بهشتی می‌باشد. او از دانشکده ادبیات و علوم انسانی دانشگاه شهید بهشتی با سمت استادیار گروه ادبیات و زبان فارسی بازنشسته شده‌است و هم‌اکنون در دانشگاه آزاد اسلامی واحد تهران شمال با سمت استادی مشغول به تدریس می‌باشد.

## تالیفات
1. تأثیرنهج البلاغه وکلام امام علی (ع) درشعرفارسی - انتشارات:امیرکبیر ۱۳۸۳[۹]